# Euderus alaskensis
Euderus alaskensis is een vliesvleugelig insect uit de familie Eulophidae. De wetenschappelijke naam is voor het eerst geldig gepubliceerd in 1971 door Yoshimoto.